# Sutton on the Hill
Sutton on the Hill è un villaggio e parrocchia civile dell'Inghilterra, appartenente alla contea del Derbyshire.